# Högtjärnen (Töre socken, Norrbotten, 733582-181273)
Högtjärnen är en sjö i Kalix kommun i Norrbotten och ingår i Töreälvens huvudavrinningsområde.